# Puccinia oblata
Puccinia oblata ist eine Ständerpilzart aus der Ordnung der Rostpilze (Pucciniales). Der Pilz ist ein Endoparasit des Korbblütlergattung Notoptera. Symptome des Befalls durch die Art sind Rostflecken und Pusteln auf den Blattoberflächen der Wirtspflanzen. Sie ist in Mittelamerika verbreitet.

## Merkmale

### Makroskopische Merkmale
Puccinia oblata ist mit bloßem Auge nur anhand der auf der Oberfläche des Wirtes hervortretenden Sporenlager zu erkennen. Sie wachsen in Nestern, die als gelbliche bis braune Flecken und Pusteln auf den Blattoberflächen erscheinen.

### Mikroskopische Merkmale
Das Myzel von Puccinia oblata wächst wie bei allen Puccinia-Arten interzellulär und bildet Saugfäden, die in das Speichergewebe des Wirtes wachsen. Ihre Spermogonien wachsen oberseitig auf den Wirtsblättern. Die beidseitig wachsenden Aecien der Art sind zylindrisch und weiß. Ihre zimt- bis goldbraunen Aeciosporen sind 26–29 × 20–25 µm groß, kugelig bis ellipsoid und warzig. Die überwiegend blattunterseitig wachsenden Uredien des Pilzes sind zimtbraun. Ihre hell zimtbraunen Uredosporen sind 19–24 × 22–26 µm groß, gedrückt kugelig und stachelwarzig. Die blattunterseitig und an Stängeln wachsenden Telien der Art sind schokoladenbraun, pulverig und unbedeckt. Die zimt- bis klar kastanienbraunen Teliosporen sind zweizellig, in der Regel ellipsoid, runzelig und meist 32–37 × 22–25 µm groß. Ihre Stiele sind farblos.

## Verbreitung
Das bekannte Verbreitungsgebiet von Puccinia oblata reicht von Guatemala bis Belize.

## Ökologie
Die Wirtspflanzen von Puccinia oblata sind Notoptera brevipes und N. scabridula. Der Pilz ernährt sich von den im Speichergewebe der Pflanzen vorhandenen Nährstoffen, seine Sporenlager brechen später durch die Blattoberfläche und setzen Sporen frei. Die Art durchläuft einen makrozyklischen Entwicklungszyklus mit Spermogonien, Aecien, Telien und Uredien. Als autoöker Parasit macht sie keinen Wirtswechsel durch.